# Clemens von Korff gen. Schmising
Clemens August Karl Heinrich Maria Graf von Korff gen. Schmising (* 19. November 1791 in Münster; † 14. Juni 1864 ebenda) war ein preußischer Landrat in den Kreisen Warendorf von 1819 bis 1831 und Münster von 1831 bis 1864.

## Leben
Clemens von Korff gen. Schmising entstammte dem westfälischen Uradel. Sein Vater Clemens August Heinrich von Korff gen. Schmising (1749–1821) war Oberhofmarschall des Kurfürsten von Köln und des Fürstbischofs von Münster und wurde 1816 in den preußischen Grafenstand erhoben und begründete die gräfliche Linie in Westfalen. Seine Mutter war Elisabeth Bernhardine von Nagel (1756–1809). Sein Großvater Franz Otto war Landdrost. Franz Graf von Korff gen. Schmising-Kerssenbrock, Landrat in den Kreisen Münster und Halle, war ein Bruder von Clemens August. Die Söhne seines Bruders Maximilian Friedrich waren ebenfalls Landräte. Klemens war Landrat im Kreis Halle, Maximilian im Kreis Lüdinghausen.
Er studierte an der Universität Göttingen und trat im Dezember 1813 in das Westfälische Landwehr-Kavallerie-Regiment ein. Am 6. Juni 1814 wurde er Secondeleutnant des Regiments. Er schied im Dezember 1815 aus dem Militärdienst aus und wurde ab März 1816 bei der Bezirksregierung Münster beschäftigt. Am 1. August 1816 wurde er zum Regierungs-Assessor ernannt und am 4. November 1817 mit der kommunalen Verwaltung des Landratsamtes Warendorf beauftragt. Nach bestandener Prüfung zum Landrat wurde er am 16. August 1819 definitiv zum Landrat des Kreises Warendorf ernannt. Seine Wahl zum 1. Kandidaten für das Amt des Landrats des Kreises Münster war am 15. September 1831. Am 20. Oktober 1831 wurde er definitiv zum Landrat des Kreises Münster ernannt. Wegen Krankheit wurde er am 25. April 1864 aus dem Staatsdienst entlassen. Er war Mitglied des Historischen Vereins in Münster und des westfälischen Altertumsvereins.

## Ehrungen
- 1819 preußischer Kammerherr
- Roter Adlerorden II. Klasse mit Eichenlaub
- Kronenorden II. Klasse